# Tebaida (Estácio)

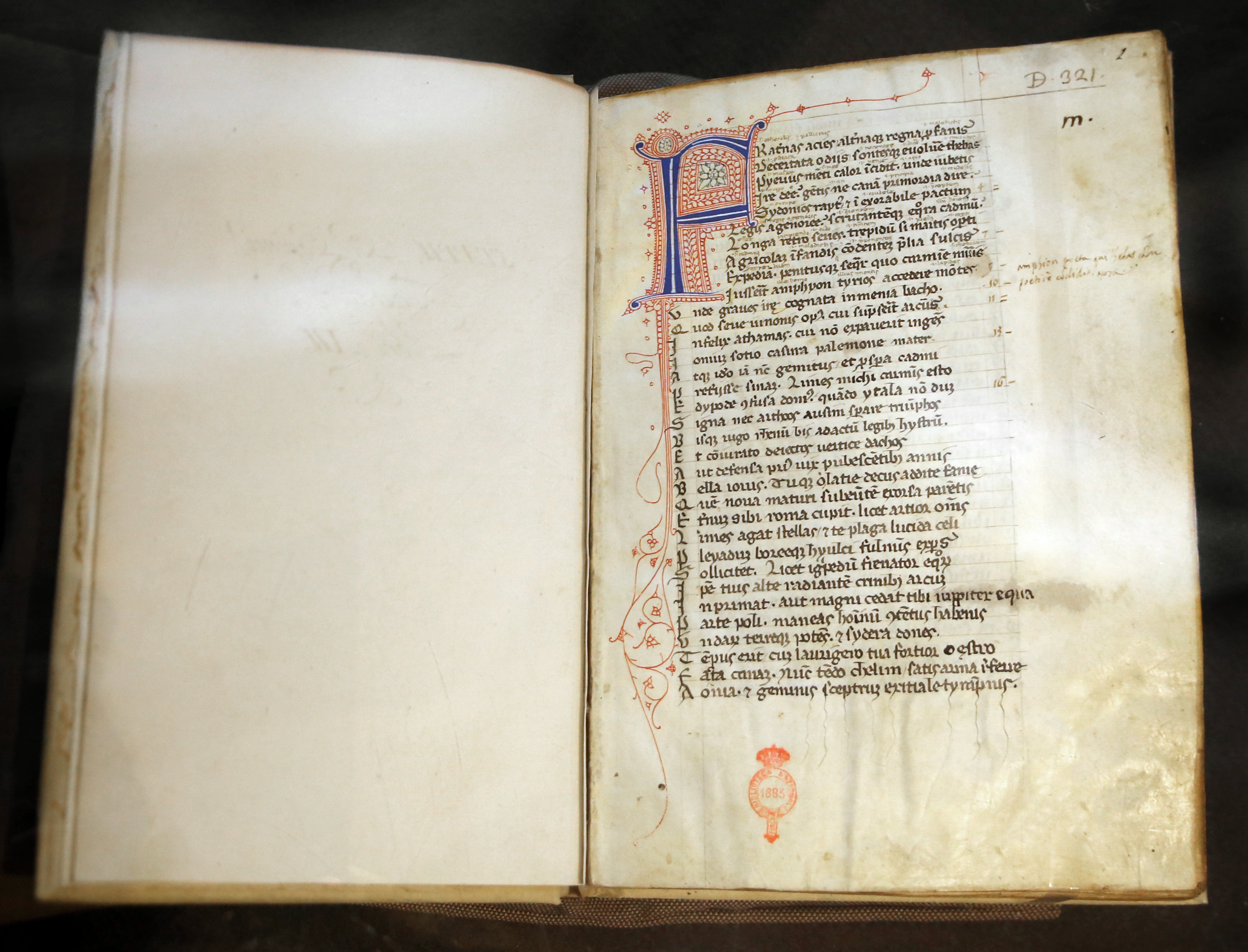
Tebaida (Estácio)

Tebaida é um poema épico latino de tema mitológico escrito por Públio Papínio Estácio.

## Estrutura da obra
O poema é dividido em 12 cantos, como a Eneida, seu grande modelo. Narra a disputa entre dois filhos de Édipo (então cego, depois de descobrir que matara o próprio pai e desposara a própria mãe) pelo poder em Tebas.
Se Lucano, por seu lado, polemizava contra a Eneida, por outro lado Estácio, assim como os outros poetas épicos do período dos Flávios, foi êmulo entusiasmado do épico virgiliano.

## Personagens
Aparecem na obra os seguintes personagens:
- Polinices (filho de Édipo e irmão de Etéocles: está desterrado, uma vez que seu irmão Etáocles não quer restituir-lhe o poder em Tebas conforme o pacto de alternância anual de poder);
- Etéocles (soberano em Tebas.Filho de Édipo e irmão de Polinices);
- Tideu (também desterrado, apoia Polinices em sua causa)
- Adrasto (rei de Argos);
- Édipo
- Antígona (filha de Édipo, irmã de Polinices e Etéocles);
- Hipsípile (amante abandonada por Jasão);
- Licurgo (rei de Nêmeas);
- Ofeles (filho de Licurco);
- Capaneu (combatente)
- Creonte (assume o poder em Tebas depois que os dois irmãos matam-se em batalha. Proíbe que as mulheres argivas sepultem os corpos dos argivos mortos);
- Teseu (vem em socorro dos argivos: derrota e mata Creonte, permitindo aos argivos receberem sepultura adequada).[1]